# Tanabe (Wakayama)
Tanabe (田辺市), drugi najveći grad u prefekturi Wakayama, u Japanu. Proglašen je gradom 20. svibnja 1942. godine.
Godine 2019. (nakon konsolidacije starog grada Tanabe s nekoliko manjih sela, uključujući Hongū, Ryūjin, Nakahechi i Ōtō), grad prema procjenama imao 70.410 stanovnika i gustoću naseljenosti od 68.6 osoba po km². Ukupna površina je 1.026,91 km². 
Ribolov je glavna industrija. Agrumi i umeboshi (kiselo voće) također su važni za lokalno gospodarstvo. 

## Poznate osobe
- Morihei Ueshiba, utemeljitelj aikida

## Vanjske povezice
- Službena stranica
- Tanabe City Kumano Tourism Bureau